# Kupa
 Ovo je glavno značenje pojma Kupa. Za druga značenja pogledajte Kupa (razdvojba).
Kupa (slovenski: Kolpa) je najdulja rijeka čiji je izvor i ušće u Hrvatskoj, a dijelom svoga toka čini granicu sa Slovenijom. Područje uz rijeku Kupu naziva se Pokuplje.

## Tok rijeke
Rijeka Kupa izvire iz krškog jezerca tirkizno zelene boje u Nacionalnom parku Risnjak kod mjesta Razloge u Gorskom kotaru. Oko 100 m nizvodno s desne strane prima vodu povremenog bujičnog potoka Krašićevica, a dalje s lijeve strane povremenog toka Sušice i skreće prema sjeveroistoku, te zatim prema sjeveru. Ispod izvora Kupa je brza rijeka, dok se nakon nekoliko kilometara smiruje i postaje mirna rijeka ispresjecana mnogim umjetnim slapovima koji su u povijesti služili za pokretanje vodenica: mlinova i pilana. Granična rijeka postaje na ušću lijeve pritoke Čabranke u Kupu.
U svom gornjem toku, Kupa se probija kroz šumovit kanjon. Na nekim se mjestima kanjon proširuje te se tamo nalaze plodne njive i polja. Sljedeća veća rijeka koja se ulijeva u Kupu je Lahinja. 
Kupa kod Ozlja ulazi u svoj ravničarski tok. Zatim stiže do Karlovca gdje se s desne strane ulijeva rijeka Dobra te ubrzo nakon toga i Korana koja već nosi vode Mrežnice. Kasnije se u Kupu još ulijevaju rijeke Kupčina s lijeve i Glina s desne strane. Kod Petrinje se ulijeva Petrinjčica. Nedaleko svog ušća u Savu kod Siska u Kupu se s lijeve strane ulijeva još rijeka Odra.
Ukupna dužina toka rijeke Kupe je 296 km.

## Protok vode
Minimalna izdašnost izvora rijeke Kupe iznosi 1,2 m3/s, a maksimalna čak 144 m3/s (izmjereno na limnigrafu u Kuparima ). Temperatura vode iznosi 7 °C. Izvor nije kaptiran. Voda istječe na visini od 321 mnm. Kupa u godišnjem prosjeku rijeci Savi donese 283 m3/s vode.

## Šport
Rijeka Kupa je pogodna za vožnju kanuom i kajakom. Osim toga u ljetnim mjesecima Kupa je pogodna za kupanje te su uređena mnoga kupališta. Kupa je također bogata i ribom te je vrlo pogodna za športski ribolov.
Etapna kajak-kanu rafting regata pod nazivom Kupski plov održava se od 2011. Regata ide cijelom dužinom Kupe, od njezinog izvora do ušća.
Karlovačka veslačka regata održava se na Kupi u Karlovcu od 1954.
Kup grada Petrinje u kajaku i kanuu na mirnim vodama – Lovrenčevo održava se na Kupi u Petrinji od 2002.

## Zanimljivosti
Na rijeci Kupi postoje dvije hidroelektrane (Ozalj) od kojih je starija poznata pod imenom 'Munjara grada Karlovca', a izgrađena je 1908. godine.

## Vanjske poveznice
|  | Zajednički poslužitelj ima još gradiva o temi Kupa |